# JASON
JASON（ジェイソン）とは、主に機密性のある科学技術に関する問題についてアメリカ合衆国連邦政府に助言を行う、エリート科学者たちの独立したグループである。このグループは、当初は政府に助言を行う若い世代の科学者たち（ロスアラモス国立研究所の科学者とMIT放射線研究所の卒業生よりも若い世代）を集めるために1960年に設立され、30～60名のメンバーが在籍している。その功績は、最初は ベトナム戦争におけるマクナマラ・ラインの電子バリアを生み出したとして世間から悪評を得た。JASONの研究の大半が軍事に焦点が置かれているが、彼らは地球温暖化と酸性雨の初期の科学的研究も行った。現在の機密扱いではない研究的興味として、健康情報学、サイバー戦争、再生可能エネルギーが挙げられている。

## 活動
JASONの活動は、経営上の理由により、アメリカ合衆国連邦政府のために7つの連邦研究開発センターを運営するバージニア州マクリーンの非営利団体であるマイター・コーポレーションによって運営されている。
JASONは通常、毎年夏のサマー・スタディの間に研究の大部分を行う。そのスポンサーには、アメリカ国防総省、アメリカ合衆国エネルギー省、米国インテリジェンス・コミュニティーが挙げられる。JASONの研究結果報告のほとんどは機密扱いである。
「JASON」という名称は、会員が集まる期間である「7月、8月、9月、10月、11月（’’July August September October November’’）」、もしくは皮肉交じりに「若き達成者。今はやや年を取ったが。（’’Junior Achiever, Somewhat Older Now’’）」を意味する頭字語であると説明されることがある。しかしどちらの説明も正確ではない。実際は頭字語ではなく、ギリシア神話に登場するイアーソーン（’’Jason’’）に関係している。創設者の一人の妻（ミルドレッド・ゴールドバーガー）が、国防総省が付けようとした「Project Sunrise」という名前をつまらないものと思い、グループの名前として英雄とその冒険にちなんだ名前を提案した。
JASONの研究には、極超長波を使用して潜水艦と交信するシステム（現在は使用されていないProject SeafarerとProject Sanguine）、大気の揺らぎを解決するための天文学技術（補償光学）、ミサイル防衛に関する多くの問題、核実験の禁止条約の順守を検証する技術、CO2による地球温暖化を述べた1979年のレポート、現代の電子戦の先駆けであるベトナム戦争の間に開発された、コンピューターと連係したセンサー・システムであるマクナマラ・ラインの電子バリアが挙げられる。

## 会員
非公式に「ジェイソンズ（’’Jasons’’）」として知られるJASONの会員には、物理学者、生物学者、化学者、海洋学者、数学者、コンピューター科学者が含まれ、最も多いのは理論物理学者である。彼らは在籍している会員によって選ばれ、後に11名がノーベル賞を受賞、数十名が米国科学アカデミー会員となった。すべての会員は、研究を行う上で必要な幅広い機密情報へのアクセス権を持っている。
JASONの創設者としてジョン・ホイーラーとチャールズ・タウンズが挙げられる。その他の初期の会員には、マレー・ゲルマン、S・コートニー・ライト、ロバート・ゴマー、ウォルター・ムンク、マービン・レオナード・ゴールドバーガー、ハンス・ベーテ、ニコラス・クリストフィロス、フレッド・サッカリアセン、マーシャル・ローゼンブルース、エドワード・A・ファイヤーマン、ハロルド・ルイス、サム・トリーマン、コンラッド・ロングマイヤー、スティーヴン・ワインバーグ、ロジャー・ダッシェン、フリーマン・ダイソンが挙げられる。
その他にノーベル賞を受賞したJASONの会員には、ドナルド・グレーザー、ヴァル・フィッチ、マレー・ゲルマン、ルイス・ウォルター・アルヴァレズ、ヘンリー・ケンドール、スティーヴン・ワインバーグが挙げられる。

## 会長
年代順
- マービン・レオナード・ゴールドバーガー（1960-1966）[10]
- ハロルド・ルイス（英語版）（1966-1973）
- ケネス・ワトソン（英語版）
- エドワード・A・ファイヤーマン（英語版）
- リチャード・ガーウィン（英語版）[11]
- ウィリアム・ニーレンバーグ（英語版）
- ウィリアム・ハッパー（英語版）（1987-1990）[12]
- カーティス・カラン（英語版）（1990-1995）[13]
- ウィリアム・H・プレス（英語版）（1995-1998）[14]
- スティーヴン・H・クーニン（英語版） [15]
- ロイ・シュウィッターズ（英語版）（2005-2011）[16]
- ジェラルド・ジョイス（英語版）（2011-2014）[17]
- ラッセル・J・ヘムリー（英語版）（2014-）

## 初期の歴史
1958年、物理学者のジョン・ホイーラー、ユージン・ウィグナー、オスカー・モルゲンシュテルンによって、プロジェクト137と呼ばれる軍事に関する物理学のサマー・スタディ・プログラムが開始された。参加者には、マーフ・ゴールドバーガー、ケネス・ワトソン、ニコラス・クリストフィロス、キース・ブルックナーなどがいた。
そのプログラムとは別に、国防総省のために先端科学を研究するための常設機関である国防研究所の設立が提案された。DARPAのハーバート・ヨークはホイーラーに研究所での地位を提示したが、プロジェクト137の開設に尽力していたホイーラーはその申し出を辞退した。マーフ・ゴールドバーガーもまた、依頼を辞退した。
しかし、1959年12月、マーヴィン・スターン、チャールズ・タウンズ、キース・ブルックナー、ケネス・ワトソン、マーフ・ゴールドバーガーたちが、その内の何人かが核ロケットの研究で働いていたロスアラモスに集まり、国防分析研究所による財務と経営上の支援のもと、サマー・スタディ・プログラムを継続する形でJASONを発足した。1960年代の初めには、JASONには約20名の会員が在籍していた。同年代の終わりには、大統領科学諮問委員会との緊密な関係により、会員数は40名を超えた。1970年代の初めには、JASONの支援団体は国防分析研究所からスタンフォード研究所へと変わった。

## ベトナム戦争
ベトナム戦争はJASONの会員と研究の焦点に大きな影響を与えた。JASONの主要な研究構想はマクナマラ・ラインの電子バリアとなり、タカ派によって推進された。1966年頃までに、チームは政治と倫理の線引きにより二分された。1967年3月、フリーマン・ダイソン、ロバート・ゴマー、スティーヴン・ワインバーグ、S・コートニー・ライトは「南アジアにおける戦術核兵器」と題した報告書を作成し、ロバート・マクナマラ 国防長官によって承認された。情報公開法のもとノーチラス研究所によって公開されたこの文書は、南アジアの人々と環境同様、アメリカの世界的な利益にとっても破滅的結末がもたらされることを予測していた。報告書は、核の使用について楽観的なランド研究所やその他のグループのシナリオ研究に対して強く反論していた。後に共著者のライトは、報告書の主な結論は、「米国による核兵器の使用は、広く分布している敵に対してはほとんど役に立たないが、敵によってコピーされた場合は災害になる」ということだと述べた。
米軍に対する核による報復攻撃における最悪の状況は、「ベトナムにおける米軍の戦闘能力が根絶やしにされる」ことであると報告書は結論付けている。共著者のワインバーグは、著者たちの政治的観点と増大する政治的分裂を次のように示した。
その結論は我々が最初に期待したものとほぼ同じであることを私は認めなければならない。もしこれらの結論に達することを期待していなければ、我々が報告書から除外した倫理的理由によって、私が共著に加わることはなかったであろう。
国防分析研究所に28年以上所属した国家防衛コンサルタントのセイモア・ダイチマンは、「私の知る限り、あの戦争で核兵器を使用する話は、JASONの報告書が出た後に止まった」と語った。国防分析研究所の当時の副所長だったゴードン・J・F・マクドナルドは、1998年にJASONの報告書を回顧した。マクドナルドは、報告書に書かれた「悲観的展望」は、ジョンソン大統領とマクナマラに大きな影響を与えたと語った。マクナマラと核の使用を楽観的にとらえていたアメリカ統合参謀本部との相違点は明白になり、最終的にはマクナマラの辞任につながった。ランド研究所もまた、報告書の信用性を認めていた。
ウィリアム・ハッパー、エドワード・テラー、ウィリアム・ニーレンバーグなどのタカ派のJASON会員と、マクドナルド、シドニー・ドレル、リチャード・ガーウィンなどの他の会員たちとの間には溝ができていた。ベトナム戦争へのJASONの関与に対する世間の関心は、国民による批判と攻撃へとつながり、タカ派ではないJASON会員もその対象となった。例えば、マクドナルドのガレージは焼き払われ、リチャード・ガーウィンは「赤ん坊殺し」と呼ばれた。
この頃になると、フリーマン・ダイソンのようなベトナム戦争に批判的な会員は去り、他の会員たちはアメリカ合衆国エネルギー省のために、地球温暖化や酸性雨のような、機密扱いではない非軍事的な問題にJASONの研究を向かわせた。

## 近況
2002年、DARPAはJASONとの提携を断つことを決定した。DARPAはJASONの主要なスポンサーの一つであっただけでなく、JASONがその他のスポンサーからの資金を受け取るための窓口でもあった。DARPAの決定は、JASONの新しい3人の会員をDARPAが選定することをJASONが拒否した後に行われた。JASONの設立以来、新しい会員は必ず在籍している会員たちによって選定されていた。多くの交渉と文書のやりとり（ニュージャージー州のラッシュ・ホルト 下院議員の文書等）を経て、その後の資金提供は国防ヒエラルキーの高位の国防研究技術局長（2011年に国防研究技術次官補に改名）の局により保証された。
2009年、JASONは将来の米国の核兵器保有量についての極秘の提言書を出し、新しい世代の核兵器は不必要であると結論付けた。2010年、JASONは国防総省に対してサイバー・セキュリティー研究を支援するよう勧告書を提出した。2011年、JASONは米国政府による温室効果ガスの国際的なモニタリングの共同分析と提言書を発表した。2014年、JASONは医療情報交換に焦点を当てた2013年のサマー・スタディの研究結果を発表した。
2019年4月、JASONは国防総省との契約を失った。3月28日、下院軍事委員会の戦略部隊小委員会の委員長を務めるジム・クーパー下院議員は、JASONの契約を管理しているバージニア州マクリーンの非営利団体であるマイター・コーポレーションが、国防総省から4月30日までに研究室を閉鎖するよう命じる文書を受け取ったことを明らかにした。しかし、2019年4月25日、エネルギー省の国家核安全保障局がJASONに8カ月の契約を申し出た。

## 研究
JASONの研究の約半数は機密扱いであり、米国の核兵器保有量とミサイル防衛、電子監視とサイバー・セキュリティといった様々な内容がある。
JASONの公的な研究の多くは、化石燃料の燃焼がいかなる工業的冷却効果をも上回る危険な地球温暖化をもたらすであろうという確信をゴードン・マクドナルドに与えた気候変動をモデル化するプロジェクトのような、エネルギーと環境に関するものである。数十年にもわたり、マクドナルドは気候変動への対策に関する有名な科学的提唱者であった。現在のJASONのエネルギー研究では、戦略的かつ環境的な理由による先進バイオ燃料の生産と国防総省の二酸化炭素排出量の削減方法についての報告書が挙げられる。しかし、元会長のニーレンバーグ、ハッパー、クーニンといったその他のJASONの会員の何人かは、化石燃料の使用を制限しようとする気候科学と政策に疑問を投げ掛けている。
下記はJASONの研究の例である。
- Air-Supported Anti-Infiltration Barrier （航空支援による侵入防止バリア、1966年8月）
- Tactical Nuclear Weapons in Southeast Asia （南アジアにおける戦術核兵器、1967年3月）
- Generation and Airborne Detection of Internal Waves from an Object Moving Through a Stratified Ocean （海洋成層を移動する物体からの内部波の生成と空中検出、1969年4月）
- Acoustic Backscatter from Microstructure （微細構造からの音響後方散乱、1971年12月、Paper P-886）
- Internal Wave-Surface Wave Interactions Revisited （内部波と表面波の相互作用の再検討、1972年3月、Paper P-853）
- Applied Mathematics （応用数学、1976年4月、JSR-75-13）
- JASON Laser Propulsion Study （レーザー推進の研究、1977年夏、JSR-77-12）
- Sonic Boom Report （ソニックブームに関する報告書、1978年11月、JSR-78-09）
- The Long Term Impact of Atmospheric Carbon Dioxide on Climate （大気中の二酸化炭素が気候に及ぼす長期的な影響、1979年4月、JSR-78-07）
- Magnetic-Gun Igniter for Controlled Thermonuclear Fusion （制御熱核融合のための電磁加速砲発射装置、1979年）
- Impact Fusion With a Segmented Rail Gun （分割レールガンによる衝突核融合、1979年）
- Counter-Rotating Disk Homopolar Generator （二重反転円盤式単極発電機、1979年、JSN-79-03）
- Tunnel Detection （トンネルの検出、1980年4月、JSR-79-11）
- Visible Chemical Lasers （可視化学レーザー、1980年12月、JSR-80-14）
- Blue-Green Lasers and Electrodeless Flashlamps （青緑色レーザーと無電極フラッシュランプ、1983年8月、JSR-83-101）
- Reversible Logic as a Strategy for Computing （演算のための戦略としての可逆論理、1984年1月、JSR-83-112）
- Speech Research （音声の研究、1984年5月、JSR-82-601）
- Bispectra （バイスペクトル、1985年1月、JSR-83-204）
- Some Surface Wave Modulation Mechanisms Relating to the JOWIP and SARSEX Observations （JOWIPおよびSARSEXの観測に関連するいくつかの表面波変調メカニズム、1986年5月）
- Artificial Gill （人工えら、1986年11月、JSR-86-104）
- Neutrino Detection Primer （ニュートリノ検出入門、1988年3月、JSR-84-105）
- Spectra of Surface Waves （表面波のスペクトル、1989年3月、JSR-88-130）
- Cellular Automata and Parallel Processing for Practical Fluid-Dynamics Problems （実用的な流体力学の問題のためのセル・オートマトンと並列処理、1990年9月、JSR-86-303）
- Verification Technology: Unclassified Version （検証技術：非機密バージョン、1990年10月、JSR-89-100A）
- U.S. Special Operations Command （アメリカ特殊作戦軍、1991年3月、JSR-90-195）
- Small Satellites （小型衛星、1991年8月、JSR-91-330-10）
- Issues in Predictability （予測可能性の問題、1991年12月、JSR-90-320）
- Accelerator Production of Tritium (APT) （トリチウムの加速器製造、1992年1月、JSR-92-310）
- CHAMMP Review （CHAMMP（コンピューターハードウェア、高等数学、モデル物理学）のレビュー、1992年1月、JSR-90-306）
- Small Satellites and RPAs in Global-Change Research （地球変動研究における小型衛星と遠隔操縦航空機、1992年1月、JSR-91-330）
- Small Satellites and RPAs in Global-Change Research, Summary and Conclusions （地球変動研究における小型衛星と遠隔操縦航空機：概要と結論、1992年1月、JSR-91-330A）
- Statistics of Extreme Events with Application to Climate （極端な事象の統計と気候への応用、1992年1月、JSR-90-305）
- Continuum Approaches for Describing Solid-Gas and Solid-Liquid Flow （固気と固液の流れを記述するための連続体アプローチ、1992年2月、JSR-91-310）
- Effective Medium Theory for the Elastic Properties of Composites and Acoustics Applications （複合材料および音響用途の弾性特性のための有効媒質理論、1992年2月、JSR-91-112）
- Persistence in Climate （気候の永続性、1992年2月、JSR-91-340）
- Global Change and the Dark of the Moon （地球変動と月の闇、1992年6月、JSR-91-315）
- JASON Global Grid Study （JASONグローバル・グリッド研究、1992年7月、JSR-92-100）
- Acoustic Warfare: Bubble Clouds （音響戦：気泡雲、1992年10月、JSR-91-113）
- Drag Reduction by Polymer Additives （高分子添加剤による抵抗低減、1992年10月、JSR-89-720）
- Self-Focusing Instabilities Induced by Over-The-Horizon (OTH) Radars （オーバー・ザ・ホライズン（OTH）レーダーによって誘導される自己集束不安定性、1992年12月、JSR-90-107）
- Structural Acoustics: A General Form of Reciprocity Principles in Acoustics （構造音響学：音響学における一般的な相反則、1993年1月、JSR-92-193）
- Verification of Dismantlement of Nuclear Warheads and Controls on Nuclear Materials （核弾頭の解体と核物質の制御の検証、1993年1月、JSR-92-331）
- Clouds and Radiation: A Primer （雲と放射：入門書、1993年2月、JSR-90-307）
- Advanced Over-the-Horizon Radar （高度なオーバー・ザ・ホライズン・レーダー、1993年2月、JSR-90-105）
- A Preliminary Review of Global CO2 Exchange Between Ocean and Atmosphere （海洋と大気間のグローバルなCO2交換の予備レビュー、1993年3月、JSR-90-302）
- Science Based Stockpile Stewardship （科学に基づいた備蓄管理、1994年11月、JSR-94-345）
- JASON Final Report （JASON最終報告書、1995年1月、JSR-94-105）
- Security and Privacy in the NII （国家情報インフラのセキュリティーとプライバシー、1995年2月、JSR-94-150）
- Microsurveillance of the Urban Battlefield （都市戦場のマイクロ監視、1995年2月、JSR-95-125）
- SAR （合成開口レーダー、1995年4月、JSR-93-170）
- Letter report on environmental bioremediation （環境バイオレメディエーションに関するレターレポート、1995年7月、JSR-95-330）
- Letter report on ARM （ARM（大気放射測定気候研究施設）に関するレターレポート、1995年7月、JSR-95-317）
- Subsurface Science （地表下の科学、1995年7月、JSR-94-330）
- Nuclear Testing: Summary and Conclusions （核実験：概要と結論、1995年8月、JSR-95-320）
- Atmospheric Radiation Measurement Program (ARM)Summer 1995 Review （大気放射測定プログラム（ARM）1995年夏のレビュー、1995年10月）
- DNA Computing （DNAコンピューティング、1995年10月、JSR-95-116）
- Inertial Confinement Fusion (ICF) Review （慣性核融合レビュー、1996年3月、JSR-96-300）
- Unconventional Systems Integration （非従来型のシステム統合、1996年5月、JSR-95-120）
- Ultrasound （超音波、1996年5月、JSR-95-145）
- Quantum Computing （量子コンピュータ、1996年7月、JSR-95-115）
- Use of the Fast Flux Test Facility for Tritium Production （トリチウム生産のための高速フラックス試験施設の使用、1996年10月、JSR-96-325）
- Advanced Computing （最新式コンピューター、1996年12月、JSR-94-130）
- Subcritical Experiments （臨界前核実験、1997年3月、JSR-97-300）
- Digital Beam Synthesis (DBS) for a High Capability Opto-Electronic Radar (HICAPOR) （高機能光電子レーダーのためのデジタルビーム合成、1997年9月、JSR-97-230）
- High Performance Human-Computer Interfaces （高性能のヒューマン・コンピュータ・インターフェース、1997年9月、JSR-96-130）
- An Unconventional, Highly Multipath-Resistant, Modulation Scheme （非従来型の高度なマルチパス耐性を備えた変調方式、1997年9月、JSR-97-160）
- Small Scale Propulsion: Fly on the Wall, Cockroach in the Corner, Rat in the Basement, Bird in the Sky （小型の推進力：壁のハエ、隅のゴキブリ、地下のネズミ、空の鳥、1997年9月、JSR-97-135）
- High Energy Density Explosives （高密度エネルギー爆発物、1997年10月、JSR-97-110）
- Human Genome Project （ヒトゲノム・プロジェクト、1997年10月、JSR-97-315）
- Nanoflyer （ナノ飛行体、1997年10月、JSR-97-115）
- Signatures of Aging （経年劣化の特徴、1998年1月、JSR-97-320）
- Counterproliferation （拡散防止、1998年1月、JSR-94-140）
- Insonification for Area Denial （接近阻止のための超音波照射、1998年1月、JSR-97-120）
- Advanced Radar Technology for Wide Area Surveillance and Fire Control Quality Tracking （広域監視および射撃統制の高品位追跡のための高度なレーダー技術、1998年1月、JSR-95-230）
- Atmospheric Radiation Enhanced Shortwave Experiment (ARESE) （大気放射拡張短波実験、1998年2月、JSR-96-310）
- Signatures of Aging Revisited （経年劣化の特徴の再検討、1998年3月、JSR-98-320）
- Small Unit Operations （小部隊の作戦行動、1998年6月、JSR-97-142）
- Exploiting the Genome （ゲノムの活用、1998年9月、JSR-98-315）
- Electro Thermal Chemical Gun Technology Study （電熱化学銃の技術の研究、1999年3月、JSR-98-600）
- Nondestructive Evaluation and Self-Monitoring Materials （非破壊評価および自己監視素材、1999年4月、JSR-98-145）
- Characterization of Underground Facilities （地下施設の特性評価、1999年4月、JSR-97-155）
- Army Battlefield Communications （陸軍の戦場におけるコミュニケーション、1999年9月、JSR-96-605）
- Remanufacture (of Nuclear Weapons) （（核兵器の）再製造、1999年10月、JSR-99-300）
- System-Level Flight Tests （システムレベルの飛行試験、1999年12月、JSR-98-310）
- Primary Performance Margins （一次性能余裕、1999年12月、JSR-99-305）
- Data Mining and the Human Genome （データマイニングとヒトゲノム、2000年1月、JSR-99-310）
- 100 LBS TO Low Earth Orbit (LEO): Small-Payload Launch Options （100ポンドを地球低軌道へ：小規模積載量の打ち上げオプション、2000年1月、JSR-98-140）
- Molecular Electronics: Interfacing the Nano- and Micro-Worlds （分子エレクトロニクス：ナノとマイクロの世界をつなぐ、2000年5月、JSR-99-120）
- Power Sources for Ultra Low Power Electronics （超低電力電子機器用の電源、2000年6月、JSR-98-130）
- Space Infrastructure for 2020 （2020年の宇宙インフラ、2000年9月、JSR-99-125）
- Advantage of Base-Line Redundancy in Sparse Apertures （微細開口における基底冗長性の利点、2000年9月、JSR-2000-551）
- Imaging Infrared Detectors II （赤外線撮像素子 II、2000年10月、JSR-97-500）
- Civilian Biodefense （民間の生物兵器防衛、2000年、JSR-99-105）
- Spintronics （スピントロニクス、2001年2月、JSR-99-115）
- Biofutures （バイオフューチャー、2001年6月、JSR-00-130）
- Moletronics II （分子エレクトロニクス II、2001年6月、JSR-00-120）
- Biosensing （バイオセンシング、2001年、JSR-01-100）
- Non-GPS Methods of Geolocation （非GPS方式のジオロケーション、2002年1月、JSR-00-105）
- Atmospheric Radiation Measurement (ARM) Program （大気放射測定（ARM）プログラム、2002年4月、JSR-01-315）
- Opportunities at the Intersection of Nanoscience, Biology and Computation （ナノサイエンス、生物学、計算が交わる場所での機会、2002年11月、JSR-02-300）
- Biodetection Architectures （生体検知アーキテクチャー、2003年2月、JSR-02-330）
- High Power Lasers （高出力レーザー、2003年4月、JSR-02-224）
- Turbulent Boundary Layer Drag Reduction （乱流境界層の抗力低減、2003年5月、JSR-01-135）
- Portable Energy for the Dismounted Soldier （歩兵のためのポータブル電源、2003年6月、JSR-02-135）
- Requirements for ASCI （加速的戦略的コンピューティング・イニシアティブの要件、2003年10月、JSR-03-330）
- Requirements for ASCI （加速的戦略的コンピューティング・イニシアティブの要件、2003年、スライドによるプレゼンテーション）
- The Computational Challenges of Medical Imaging （医用画像の計算上の課題、2004年2月、JSR-03-300）
- DNA Barcodes and Watermarks （DNAバーコードと透かし、2004年6月、JSR-03-305）
- Active Sonar Waveform （アクティブ・ソナーの波形、2004年6月、JSR-03-200）
- Horizontal Integration: Broader Access Models for Realizing Information Dominance （水平統合：情報の優位性を実現する幅広いアクセスモデル、2004年12月、JSR-04-132）
- Sensors to Support the Soldier （兵士をサポートするセンサー、2005年2月、JSR-04-210）
- High Performance Biocomputation （高性能な生物学的演算処理、2005年3月、JSR-04-300）
- Quantifications of Margins and Uncertainties （余地と不確実性の定量化、2005年3月、JSR-04-330）
- Tactical Infrasound （戦術的可聴下音、2005年5月、JSR-03-520）
- NIF Ignition （国立点火施設の点火、2005年6月、JSR-05-340）
- Engineering Microorganisms for Energy Production （エネルギー生産のためのエンジニアリング微生物、2006年6月、JSR-05-300）
- Reducing DoD Fossil-Fuel Dependence （国防総省の化石燃料依存の軽減、2006年9月、JSR-06-135）
- DAHRT （二軸X線流体力学試験施設、2006年10月、JSR-06-330）
- Pit Lifetime （ピットの寿命、2007年1月、JSR-06-3335）
- Reliable Replacement Warhead Executive Summary （高信頼性交換用弾頭のエグゼクティブ・サマリー、2007年9月、JSR-07-336E）
- Navy Ship Underwater Shock Prediction and Testing Capability Study （海軍艦艇の水中衝撃予測および試験能力の研究、2007年10月、JSR-07-200）
- Wind Farms and Radar （集合型風力発電所とレーダー、2008年1月、JSR-08-125）
- Human Performance （ヒューマン・パフォーマンス、2008年3月、JSR-07-625）
- DTRA National Ignition Facility （アメリカ国防脅威削減局国立点火施設、2008年9月、JSR-08-800）
- Current Spreading in Long Objects （長いオブジェクトでの電流の広がり、2008年10月、JSR-08-531）
- High Frequency Gravitational Waves （高周波重力波、2008年10月、JSR-08-506）
- Data Analysis Challenges （データ分析の課題、2008年12月、JSR-08-142）
- Microbial Forensics （微生物法医学、2009年5月、JSR-08-512）
- Science and Technology for National Security （国家安全保障のための科学技術、2009年5月、JSR-08-146）
- Lifetime Extension Program (LEP) Executive Summary （使用延長計画のエグゼクティブ・サマリー、2009年9月、JSR-09-334E）
- North Korea Centrifuge Capabilities （北朝鮮の遠心分離能力、2009年10月、JSR-09-510）
- Rare Events （稀な出来事、2009年10月、JSR-09-108）
- MDA Discrimination （アメリカミサイル防衛局の識別能力、2010年8月、JSR-10-620）
- Science of Cyber-Security （サイバーセキュリティの科学、2010年11月、JSR-10-102）
- The $100 Genome: Implications for the DoD （100ドルのゲノム：国防総省への影響、2010年12月、JSR-10-100）
- Methods for Remote Determination of CO2 Emissions （CO2排出量の遠隔測定方法、2011年1月、JSR-10-300）
- Hydrodynamic and Nuclear Experiments （流体力学と核実験、2011年11月、JSR-11-340）
- Impacts of Severe Space Weather on the Electric Grid （厳しい宇宙天気が電力系統に与える影響、2011年11月、JSR-11-320）
- Tritium （トリチウム、2011年11月、JSR-11-345）
- JASON B61 Life Extension Program Nuclear Scope Review （B61の使用延長計画の核の領域のレビュー、2012年8月）
- Compressive Sensing for DoD Sensor Systems （DoDセンサーシステムの圧縮センシング、2012年11月、JSR-12-104）
- Technical Challenges of Exascale Computing （エクサスケール・コンピューティングの技術的な課題、2013年4月、JSR-12-310）
- A Robust Health Data Infrastructure （堅牢な医療データ・インフラストラクチャー、2013年11月、JSR-13-700）
- Enhanced Geothermal Systems （強化地熱システム、2013年12月、JSR-13-320）
- Subsurface Characterization: Letter Report （地表下の評価：レターレポート、2014年9月、JSR-14-Task-013）
- Open and Crowd-Sourced Data for Treaty Verification （条約検証のためのオープンなクラウドソース・データ、2014年10月、JSR-14-Task-015）
- Data for Individual Health （個別化医療に関するデータ、2014年11月、JSR-14-Task-007）
- Technical Considerations for the Evolving U.S. Nuclear-Weapons Stockpile (Executive Summary) （進化する米国の核兵器備蓄に関する技術的考慮（エグゼクティブ・サマリー）、2015年1月、JSR-14-Task-006E）
- Respondent Validation for Non-ID Processing in the 2020 Decennial Census （2020年度国勢調査における非ID処理の回答者検証、2015年11月、JSR-15-Task-015）
- Enhanced Capabilities for Subcritical Experiments （臨界前核実験の機能強化、2016年10月、JSR-16-Task-011）
- Alternative Futures for the Conduct of the 2030 Census （2030年度国勢調査の実施のための選択的未来、2016年11月、JSR-16-Task-009）
- Low-Enriched Uranium (LEU) for Potential Naval Nuclear Propulsion Application （海軍の原子力推進の潜在的用途のための低濃縮ウラン、2016年11月、JSR-16-Task-013）
- Perspectives on Research in Artificial Intelligence and Artificial General Intelligence Relevant to DoD （国防総省に関連する人工知能および汎用人工知能の研究に関する展望、2017年1月、JSR-16-Task-003）
- Artificial Intelligence for Health and Health Care （健康と医療における人工知能、2017年12月、JSR-17-Task-002）
- Prospects for Low Cost Fusion Development （低コスト核融合開発の展望、2018年11月、JSR-18-011）